# André Neury
André Neury (Genf, 1921. szeptember 3. – Minusio, Ticino kanton, 2001. május 9.) svájci labdarúgóhátvéd.